# Petrowsee
Der Petrowsee (kirgisisch Петров көлү) ist ein Gletscherrandsee in Kirgisistan in Zentralasien.
Der Petrowsee liegt am Fuß des Petrowgletschers am Nordwestrand der Gebirgsgruppe Ak-Schyirak im Inneren Tian Shan. Der Gletscherrandsee wird durch eine Moräne, die als ein natürlicher Damm fungiert, aufgestaut.
Der Petrowsee liegt auf einer Höhe von 3741 m.
Die Seefläche hat sich in den letzten Jahren vergrößert. Dies liegt unter anderem daran, dass sich der Petrowgletscher immer mehr zurückzieht. Im Jahr 1911 betrug die Seefläche 0,2–0,3 km². Im Jahr 1995 lag sie bei 2,78 km² und 2006 bei 3,90 km². Der See wird über den Kumtor, einen rechten Nebenfluss des Großen Naryn, entwässert.